# Fahrergemeinschaft Historischer Rennsport
Die FHR-Fahrergemeinschaft Historischer Rennsport Deutschland e. V. im ADAC, abgekürzt FHR, ist eine Gemeinschaft von Automobilrennsportlern an Rennen mit historischen Fahrzeugen. Der Verein hat seinen Sitz in Köln.

## Überblick
Die Fahrergemeinschaft Historischer Rennsport (FHR) wurde 1983 in Haiger als Fahrervertretung, die die Interessen der Teams und Fahrer gegenüber den Motorsportbehörden, Rennstrecken, Verbänden und Veranstaltern sicherstellt, gegründet. Administrativ ist die Geschäftsstelle des FHR seit 2000 beim ADAC Nordrhein in Dürrholz angesiedelt. Zudem ist sie über ihre Vorstandsmitglieder in wichtigen Gremien des Deutschen Motorsport Bundes (DMSB), des ADAC bei Verbänden und bei Veranstaltern vertreten.
Die Mehrzahl der aktiven Fahrer, die den Rennsport mit historischen Automobilen verfolgen, sind in der FHR organisiert. Das Motto des Vereins ist Von Fahrern für Fahrer. Der Verein (e. V.) hat ca. 700 Mitglieder (Stand 2015), vertreten durch einen Vorstand mit Alexander Kolb (1. Sprecher) und  Michael Thier (2. Sprecher). Die historischen Fahrzeuge umfassen GT- und Tourenwagen, Prototypen und Vorkriegsrenner und auch Formelwagen. Die FHR tritt zudem als Veranstalter und Schirmherr mehrerer Rennserien auf, die gemäß Anhang K des internationalen Motorsportreglement der FIA ausgetragen werden. 
Bekannteste Rennen sind 
- FHR Langstreckencup[1] in Nürburgring, Hockenheimring, SPA-Francorchamps, Zandvoort
- FHR Historische Tourenwagen- und GT-Trophy (HTGT)[2] ist die älteste, historische Rennserie in Deutschland.
- FHR 100 Meilen Trophy
- Formel Vau Europa[3]
- HRA – Historic Racecar Association[4]